# جوسيب جيورداني

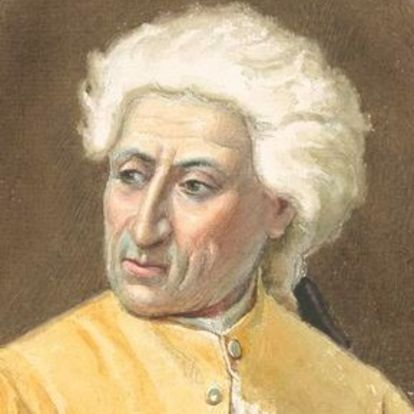
جوسيب جيورداني

جوسيب توماسو جوفاني جيورداني (19 ديسمبر، 1751، نابولي - 4 يناير، 1798، فيرمو) كان ملحن إيطالي، خاصة الأوبرا.

## وصلات خارجية
- جوسيب جيورداني على موقع IMDb (الإنجليزية)
- جوسيب جيورداني على موقع ميوزك برينز (الإنجليزية)
- جوسيب جيورداني على موقع أول ميوزيك (الإنجليزية)
- جوسيب جيورداني على موقع ديسكوغز (الإنجليزية)